# Logan International Airport
General Edward Lawrence Logan International Airport (IATA: BOS, ICAO: KBOS, FAA LID: BOS) är en flygplats i Boston, Massachusetts, USA, även känd som Boston Logan International Airport och vanligtvis som Boston Logan, Logan Airport eller helt enkelt Logan, är en internationell flygplats som ligger mestadels i östra Boston och delvis i Winthrop, Massachusetts. Den öppnade 1923 på en landyta av 965 ha, har sex landningsbanor och fyra passagerarterminaler och sysselsätter uppskattningsvis 16 000 personer. Den är den största flygplatsen i både Commonwealth of Massachusetts och New England-regionen när det gäller passagerarvolym och lasthantering samt den mest trafikerade flygplatsen i nordöstra USA utanför New Yorks storstadsområde. Flygplatsen hade 42 miljoner passagerare 2019, det mesta i dess historia. Den är uppkallad efter general Edward Lawrence Logan, en krigshjälte från 1900-talet med ursprung i Boston.
Logan har non-stop service till destinationer i hela USA och världen. BOS är det nordöstra navet för Cape Air och är det sekundära transatlantiska navet för Delta Air Lines, som betjänar flera destinationer i Europa. Den är också en operativ bas för JetBlue. American Airlines och United Airlines utför också betydande operationer från flygplatsen, inklusive dagliga transkontinentala flygningar. Alla de stora amerikanska flygbolagen erbjuder flyg från Boston till alla eller majoriteten av deras primära och sekundära nav.

## Historik
Logan flygplats öppnade den 8 september 1923 och då användes den främst av Massachusetts Air National Guard och United States Army Air Corps. På den tiden kallades den "Boston Air Port" vid Jeffries Point. De första planerade kommersiella passagerarflygen som startade på det nya flygfältet var på Colonial Air Transport mellan Boston och New York City, med start 1927. Den 1 januari 1936 blev flygplatsens väderstation den officiella punkten för Bostons väderobservationer för National Weather Service.
Under 1940- och 1950-talen byggde flygplatsen ut terminalerna och lade till terminalerna B och C 1949, som fortfarande är i bruk idag. År 1943 döpte delstaten Massachusetts om flygplatsen efter generalmajor Edward Lawrence Logan, en spansk-amerikansk krigsofficer från South Boston, en staty av honom, utförd av skulptören Joseph Coletti, avtäcktes och invigdes den 20 maj 1956. Flygplatsen döptes om till General Edward Lawrence Logan International Airport genom ett beslut av delstatens lagstiftande församling den 29 april 1954, vilket speglade den växande internationella marknaden.
Jumbojeteran började i Logan sommaren 1970, när Pan Am startade daglig Boeing 747-trafik till London Heathrow. Fram till 2020 var Boeing 747-400 planerad för flyg till Boston av British Airways. Lufthansa hade Boeing 747, inklusive den senaste modellen Boeing 747-8, på sina dagliga direktflyg till Frankfurt.
Landningsbana 14/32, Logans första större bantillskott på mer än fyrtio år, öppnade den 23 november 2006. Den föreslogs 1973, men försenades i domstolarna. Enligt Massports protokoll var det första flygplanet att använda den nya landningsbanan ett Continental Express ERJ-145 regionaljet som landade på bana 32, på morgonen den 2 december 2006.
JetBlue började flyga till Logan 2004 och blev en stor operatör på  flygplatsen 2008 och dess största flygbolag 2011, med flyg till städer i hela Nordamerika och Karibien. Flygbolaget växte till att trafikera nästan alla gater i terminal C och är fortfarande Logans största flygbolag år 2023.
År 2023 hade Logan flygplats vuxit till att årligen betjäna cirka 5 miljoner internationella passagerare. Den ingår i Federal Aviation Administration (FAA) nationella plan för integrerade flygplatssystem där den är kategoriserat som ett stort nav som primär kommersiell serviceanläggning.

## Flygbolag och destinationer
Följande flygbolag erbjuder året runt och säsongsbetonade reguljär- och charterflyg på Logan Airport:
| Flygbolag                     | Destinationer | Ref.   |
| ----------------------------- | --- | ------ |
| Aer Lingus                    | Dublin, Shannon | [ 22 ] |
| Aeroméxico                    | Mexico City (resumes March 21, 2024) | [ 23 ] |
| Air Canada                    | Toronto–Pearson Säsong: Montréal–Trudeau, Vancouver | [ 25 ] |
| Air Canada Express            | Halifax, Montréal–Trudeau | [ 25 ] |
| Air France                    | Paris–Charles de Gaulle | [ 26 ] |
| Alaska Airlines               | Portland (OR), San Diego, San Francisco, Seattle/Tacoma | [ 27 ] |
| Allegiant Air                 | Asheville, Destin/Fort Walton Beach, Knoxville Säsong: Grand Rapids, Indianapolis, Norfolk, Sarasota | [ 28 ] |
| American Airlines             | Austin, Charlotte, Chicago–O'Hare, Dallas/Fort Worth, London–Heathrow, Los Angeles, Miami, New York–JFK, New York–LaGuardia, Philadelphia, Phoenix–Sky Harbor, Washington–National Säsong: Cancún, Montego Bay, Providenciales, Punta Cana | [ 29 ] |
| American Eagle                | Cincinnati, Columbus–Glenn, Harrisburg, Indianapolis, Louisville, Memphis, New York–JFK, Rochester (NY), St. Louis, Syracuse Säsong: Halifax, Hilton Head, Key West (resumes December 23, 2023), Traverse City, Washington–National, Wilmington (NC) | [ 29 ] |
| Avianca                       | Bogotá | [ 31 ] |
| Avianca El Salvador           | San Salvador | [ 32 ] |
| Azores Airlines               | Ponta Delgada, Porto (begins June 4, 2024), Terceira Säsong: Funchal (begins June 5, 2024) | [ 35 ] |
| BermudAir                     | Bermuda | [ 36 ] |
| Boutique Air                  | Massena | [ 37 ] |
| British Airways               | London–Heathrow | [ 38 ] |
| Cape Air                      | Augusta (ME), Bar Harbor, Hyannis, Lebanon (NH), Martha's Vineyard, Nantucket, Provincetown, Rockland, Rutland, Saranac Lake/Lake Placid | [ 39 ] |
| Cathay Pacific                | Hong Kong | [ 40 ] |
| Condor                        | Säsong: Frankfurt | [ 41 ] |
| Copa Airlines                 | Panama City–Tocumen | [ 42 ] |
| Delta Air Lines               | Amsterdam, Atlanta, Austin, Cancún, Charleston (SC), Chicago–O'Hare, Cincinnati, Dallas/Fort Worth, Denver, Detroit, Fort Lauderdale, Fort Myers, Jacksonville (FL), Kansas City, Las Vegas, Lisbon, London–Heathrow, Los Angeles, Miami, Milwaukee, Minneapolis/St. Paul, Nashville, New Orleans, New York–JFK, New York–LaGuardia, Orlando, Paris–Charles de Gaulle, Phoenix–Sky Harbor, Raleigh/Durham, Rome–Fiumicino, Salt Lake City, San Diego, San Francisco, San Juan, Seattle/Tacoma, Tampa, Tel Aviv (suspended), West Palm Beach Säsong: Aruba, Athens, Dublin, Edinburgh, Montego Bay, Myrtle Beach, Nassau, Providenciales (resumes February 17, 2024), Punta Cana | [ 45 ] |
| Delta Connection              | Baltimore, Charleston (SC), Charlotte, Cleveland, Columbus–Glenn, Indianapolis, Jacksonville (FL), Kansas City, Louisville, Memphis, Milwaukee, Nashville, Newark, New York–JFK, New York–LaGuardia, Norfolk, Philadelphia, Pittsburgh, Richmond, Savannah, Washington–National Säsong: Traverse City, Wilmington (NC) | [ 45 ] |
| El Al                         | Tel Aviv | [ 46 ] |
| Emirates                      | Dubai–International | [ 47 ] |
| Etihad Airways                | Abu Dhabi (begins March 31, 2024) | [ 48 ] |
| Frontier Airlines             | Orlando, Philadelphia | [ 49 ] |
| Hainan Airlines               | Beijing–Capital1 | [ 50 ] |
| Hawaiian Airlines             | Honolulu | [ 51 ] |
| Iberia                        | Madrid | [ 52 ] |
| Icelandair                    | Reykjavík–Keflavík | [ 53 ] |
| ITA Airways                   | Rome–Fiumicino | [ 54 ] |
| Japan Airlines                | Tokyo–Narita | [ 55 ] |
| JetBlue                       | Amsterdam, Aruba, Atlanta, Austin, Baltimore, Barbados, Bermuda, Buffalo, Cancún, Charleston (SC), Charlotte, Chicago–O'Hare, Cleveland, Dallas/Fort Worth, Denver, Detroit, Fort Lauderdale, Fort Myers, Grenada, Houston–Intercontinental, Jacksonville (FL), Kansas City, Las Vegas, London–Gatwick, London–Heathrow, Los Angeles, Miami, Milwaukee, Minneapolis/St. Paul, Montego Bay, Nashville, Nassau, New Orleans, New York–JFK, New York–LaGuardia, Orlando, Paris–Charles de Gaulle (börjar 3 april 2024), Philadelphia, Phoenix–Sky Harbor, Pittsburgh, Punta Cana, Raleigh/Durham, Richmond, Salt Lake City, San Antonio, San Diego, San Francisco, San Juan, Santiago de los Caballeros, Santo Domingo–Las Américas, Savannah, Seattle/Tacoma, Syracuse, Tampa, Washington–National, West Palm Beach Säsong: Asheville, Bozeman, Dublin (börjar 13 mars 2024), Grand Cayman, Hayden/Steamboat Springs, Key West, Liberia (CR), Martha's Vineyard, Nantucket, Portland (OR), Providenciales, Puerto Plata, Sacramento, San Jose (CA), Sarasota, St. Lucia–Hewanorra, St. Maarten, St. Thomas, Vancouver | [ 57 ] |
| KLM                           | Amsterdam | [ 58 ] |
| Korean Air                    | Seoul–Incheon | [ 59 ] |
| LATAM Brasil                  | São Paulo–Guarulhos | [ 60 ] |
| Level                         | Barcelona | [ 61 ] |
| Lufthansa                     | Frankfurt, Munich | [ 62 ] |
| Norse Atlantic Airways        | Säsong: London–Gatwick | [ 63 ] |
| Play                          | Reykjavík–Keflavík | [ 64 ] |
| Porter Airlines               | Ottawa, Toronto–Billy Bishop | [ 65 ] |
| Qatar Airways                 | Doha | [ 66 ] |
| Scandinavian Airlines         | Köpenhamn | [ 67 ] |
| Southwest Airlines            | Baltimore, Chicago–Midway, Denver, Nashville, Orlando, St. Louis Säsong: Houston–Hobby | [ 68 ] |
| Spirit Airlines               | Atlanta, Charleston (SC) (begins April 5, 2024), Charlotte, Dallas/Fort Worth, Fort Lauderdale, Fort Myers, Houston–Intercontinental (börjar 5 april 2024), Las Vegas, Miami, Myrtle Beach, Nashville, Norfolk (begins April 5, 2024), Orlando, San Juan | [ 70 ] |
| Sun Country Airlines          | Säsong: Minneapolis/St. Paul | [ 71 ] |
| Swiss International Air Lines | Zurich | [ 72 ] |
| TAP Air Portugal              | Lisbon | [ 73 ] |
| Turkish Airlines              | Istanbul | [ 74 ] |
| United Airlines               | Chicago–O'Hare, Denver, Houston–Intercontinental, Los Angeles, Newark, San Francisco, Washington–Dulles | [ 75 ] |
| United Express                | Chicago–O'Hare, Newark, Washington–Dulles | [ 76 ] |
| Virgin Atlantic               | London–Heathrow | [ 77 ] |
| WestJet                       | Säsong: Calgary | [ 78 ] |